# Richard Francis Burton
Richard Francis Burton (Torquay, Inglaterra, 19 de marzo de 1821 – Trieste, Imperio austrohúngaro, 20 de octubre de 1890) fue un cónsul británico, explorador, traductor y orientalista, aunque él se consideraba a sí mismo fundamentalmente un antropólogo y cultivó ocasionalmente la poesía. Se hizo famoso por sus exploraciones en Asia y África, así como por su extraordinario conocimiento de lenguas y culturas. De acuerdo con un recuento reciente, hablaba veintinueve lenguas europeas, asiáticas y africanas.

## Biografía
Vivió en la India durante siete años, donde tuvo ocasión de conocer las costumbres de los pueblos orientales. Completó los mapas de la zona colindante al mar Rojo por encargo del gobierno británico, interesado en el comercio con la zona. Viajó en solitario para conocer la Meca, para lo que se disfrazó de árabe, proeza sobre la que él mismo escribió en The Pilgrimage to Al-Medinah and Meccah  [Mi peregrinación a la Meca y Medina]. Se le debe la primera traducción integral al inglés de Las mil y una noches y del Kama Sutra, así como una brillante traducción al inglés del poema épico y clásico portugués Os Lusíadas, de Luís de Camões. Junto a John Hanning Speke viajó a África, donde descubrió para los europeos el lago Tanganica.
También viajó por los Estados Unidos, donde describió la comunidad mormona en su libro The City of the Saints, y parte de Brasil. Fue cofundador de la Sociedad Antropológica de Londres junto a James Hunt. Fue denostado por la puritana sociedad británica de su época por mantener puntos de vista poco ortodoxos sobre la sexualidad femenina y la poligamia, así como por haberse casado con una ciudadana católica, Isabel Arundell. Fue cónsul británico en la isla africana de Fernando Poo, en Santos (Brasil), Damasco (Siria) y Trieste (Italia), y fue nombrado caballero en 1866.

## Juventud y educación (1821–1841)
Burton nació en Torquay (Devon) a las 21:30 del 19 de marzo de 1821 (en su autobiografía, declara erróneamente haber nacido en el hogar familiar de Barham House en Hertfordshire). Su padre, el capitán Joseph Netterville Burton, fue un oficial del ejército británico de origen irlandés. Su madre, Martha Baker, era la heredera de una familia acomodada de Hertfordshire. Tuvo dos hermanos, Maria Katherine Elizabeth Burton y Edward Joseph Burton.
La familia de Burton viajó bastante durante su infancia. En 1825 se mudaron a Francia (Tours, Orleáns, Blois, Marsella) y luego a Italia (Livorno, Pisa, donde el joven Burton rompió un violín en la cabeza de su profesor de música, Siena, Perugia, Florencia, Sorrento y Nápoles, sin mencionar las excursiones de una o dos semanas a otras ciudades); en Nápoles los hermanos Richard y Edward visitaron su primera casa de lenocinio. La primera educación formal de Burton la recibió de varios tutores contratados por sus padres, mostrando desde muy pronto una gran facilidad para los idiomas: aprendió rápidamente francés, italiano y latín. Se rumoreó que en su juventud tuvo una aventura con una joven gitana, llegando a aprender los rudimentos de su idioma (romaní). Esto quizá podría explicar por qué fue capaz de aprender más tarde el hindi y otras lenguas indostánicas con una rapidez casi sobrenatural, ya que el romaní está relacionado con esa familia de lenguas.
Las idas y venidas de su juventud pueden haber inducido a Burton a considerarse a sí mismo como un extranjero durante buena parte de su vida. Como él mismo decía: «Haz lo que tu hombría te empuje a hacer, no esperes aprobación excepto de ti mismo...».
Burton entró en el Trinity College, Oxford, en el otoño de 1840. A pesar de su inteligencia y de su habilidad, muy pronto se distanció de sus profesores y compañeros. Se encontraba por primera vez absolutamente solo sin su familia, y se cuenta que durante su primer curso retó a otro estudiante a un duelo después de que este último se burlara de su bigote. El profesor Greenhill le presentó entonces al arabista español Pascual de Gayangos y este azuzó la innata curiosidad de Burton hacia el árabe, que empezó a estudiar con ardor. John Varley le animó a estudiar ciencias ocultas y también dedicó algún tiempo a aprender cetrería y esgrima, materia esta última en la que llegaría a ser una de las primeras espadas del Imperio británico y a la que consagrará The Book of the Sword (1884). En 1842 participó en una carrera de caballos campo a través (la famosa steeplechase, en deliberada violación de las normas de la universidad, pues se consideraba propia de gente de baja clase social) y a continuación se atrevió a proponer a las autoridades académicas que se permitiera a los estudiantes acudir a tales eventos. Esperando ser suspendido, esto es, expulsado con la posibilidad de ser readmitido, como había sucedido con otros estudiantes menos provocativos que habían asistido a la cacería, Burton fue sin embargo definitivamente expulsado del Trinity College. En un desprecio final al entorno que había aprendido a denigrar, se dice que Burton destrozó los parterres de flores del colegio con su caballo y su carruaje cuando abandonó Oxford.

## Carrera militar (1842–1853)
«Bueno para nada, excepto para ser tiroteado por seis peniques al día», Burton se alistó en el ejército de la Compañía de las Indias Orientales. Tenía la esperanza de participar en la primera guerra afgana, pero el conflicto había terminado antes de que llegara a la India. Le destinaron al Decimoctavo de Infantería Nativa de Bombay (con base en Guyarat) bajo el mando del general Charles James Napier. Su servicio en la India fue accidentado; sus continuas críticas y desplantes a una comunidad británica a su ver irresponsable en el fondo y frívola en las formas le valieron una reputación oscura. En sus múltiples escritos criticó con dureza la política colonial británica, así como el modus vivendi de los oficiales de la Compañía: «Qué se puede esperar de un Imperio sufragado por tenderos».
Durante su estancia se convirtió en fluido hablante de hindi, guyaratí y maratí así como de persa y árabe. Sus estudios de cultura hindú llegaron a tal punto que «...mi profesor hindú me permitió oficialmente vestir el janeu (cordón brahmán)», aunque la verdad de esta afirmación ha sido puesta en duda ya que ello habría requerido largo tiempo de estudio, ayuno y el afeitado parcial de la cabeza. Este interés de Burton por la cultura hindú y su participación activa en los rituales y religiones del país le valió el rechazo de algunos de sus camaradas militares, quienes lo acusaron de «volverse nativo», llegando a bautizarlo como «el negro blanco».
Burton mantenía un grupo de monos domesticados con la idea de aprender su lenguaje. También se ganó el apodo de «Dick el rufián» por su «ferocidad demoníaca como luchador y porque había luchado con más enemigos en combate singular que ningún otro hombre de sus tiempos».
Fue designado para participar en la cartografía del Sindh y aprendió el uso de los instrumentos de medición, conocimientos que le resultarían útiles después en su carrera de explorador. En esa época empezó a viajar disfrazado. Adoptó el alias de Mirza Abdullah y a menudo consiguió pasar desapercibido entre los nativos, hasta el punto de que sus compañeros oficiales lo confundían con uno de ellos. Fue a partir de entonces cuando empezó a trabajar como agente para Napier y, aunque los detalles de sus actividades no se conocen, se sabe que participó en la investigación encubierta de un burdel del que se decía que era frecuentado por soldados ingleses y en el que las prostitutas eran jovencitos. Su interés de toda la vida en las distintas prácticas sexuales le llevó a escribir un informe detallado sobre los burdeles de Karachi que le habría de causar problemas cuando algunos de los lectores del informe (sobre el que le habían asegurado que se mantendría en secreto) llegaron a creer que el propio Burton había participado en algunas de las prácticas descritas en sus textos.
En marzo de 1849 regresó a Europa de baja por enfermedad. En 1850 escribió su primer libro, Goa y las montañas azules, una guía a las regiones de Goa y la estación balnearia de Ooty, donde esperaba recuperarse de una enfermedad contraída durante su estancia en Baroda. Viajó a Boulogne para visitar su escuela de esgrima y fue allí donde se encontró por primera vez con su futura esposa Isabel Arundell, una joven católica de buena familia.

## Primeras exploraciones y viaje a La Meca (1851–1853)

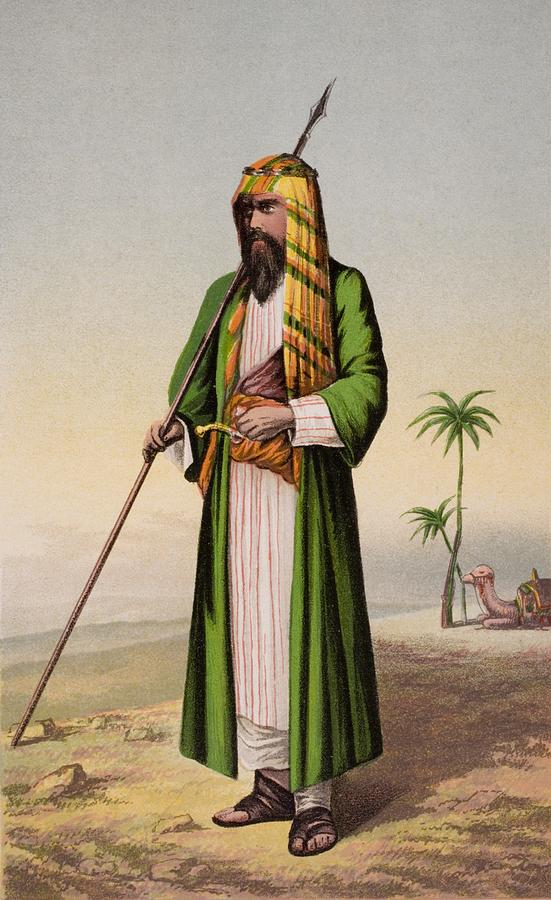
Burton vestido de árabe

Movido por el deseo de aventuras, Burton consiguió la aprobación de la Royal Geographical Society para explorar la zona y consiguió una autorización del Consejo de Administración de la Compañía Británica de las Indias Orientales para que le dieran un permiso indefinido del ejército. El tiempo que pasó en el Sindh le había preparado bien para su Hajj (peregrinación a La Meca y, en este caso Medina) y los siete años en la India le habían familiarizado con las costumbres y el comportamiento de los musulmanes. Fue este viaje, iniciado en 1853, el que hizo famoso a Burton. Lo había planeado cuando viajaba disfrazado entre los musulmanes de Sindh y se había preparado minuciosamente para la tarea con el estudio y la práctica, incluyendo el hacerse circuncidar para reducir más el riesgo de ser descubierto, como ya había hecho uno de sus modelos, el espía español Domingo Badía, «Alí Bey».
Aunque Burton no fue el primer europeo no musulmán que realizó el hajj (tal honor se debe a Ludovico de Verthema en 1503), su peregrinaje es el más famoso y mejor documentado de su época. Adoptó varios disfraces incluyendo el de «patán» (moderno pastún) para justificar cualquier peculiaridad de su habla, pero incluso así tuvo que demostrar gran comprensión del intrincado ritual islámico y familiaridad con las minucias de las maneras y la etiqueta orientales. El viaje de Burton a La Meca resultó bastante accidentado y su caravana fue atacada por bandidos (una experiencia común en la época). Como él mismo escribió: «[Aunque] ni el Corán ni el sultán piden la muerte del judío o cristiano que traspasen las columnas que señalan los límites del santuario, nada puede salvar a un europeo descubierto por el populacho o a uno que tras la peregrinación se haya mostrado a sí mismo como infiel». El peregrinaje le dio derecho al título de Hajji y a llevar un turbante verde. La narración del propio Burton sobre su viaje apareció en 1855 en su obra The Pilgrimage to Al-Medinah and Meccah (Mi peregrinación a la Meca y Medina).

## Primera época de exploraciones (1854–1855)
En marzo de 1854 fue transferido al departamento político de la Compañía de las Indias Orientales. La naturaleza exacta de su trabajo en esa época es incierta, aunque parece probable que espiara para el general Napier. Fue en septiembre de ese año cuando se encontró por primera vez con el capitán (entonces teniente) John Hanning Speke, quien lo acompañaría en su exploración más famosa. Su siguiente viaje le llevó a explorar el interior del país somalí (moderna Somalia), ya que las autoridades británicas querían proteger el comercio por el Mar Rojo. Burton emprendió la primera parte de su viaje en solitario. Hizo una expedición a Harar, la capital somalí, en la que no había entrado ningún europeo (de hecho había una profecía que decía que la ciudad caería en decadencia si un cristiano era admitido en su interior).
La expedición duró cuatro meses. Burton no solo llegó a Harar, sino que fue presentado al emir, y permaneció diez días en la ciudad. Allí fue uno de los primeros (se le había anticipado en 1799 William George Browne) en describir la costumbre centroafricana de la clitoridectomía o ablación genital femenina. La vuelta estuvo plagada de problemas por falta de suministros y Burton escribió que habría muerto de sed si no hubiera llegado a ver pájaros del desierto, dándose cuenta de que indicaban la cercanía de agua.
Después de esta aventura salió de nuevo, acompañado esta vez por los tenientes John H. Speke, G. E. Herne y William Stroyan y un cierto número de africanos empleados como porteadores. Sin embargo, al poco de partir, la expedición fue atacada por un grupo perteneciente a una tribu de somalíes (los oficiales estimaron su número en unos doscientos). En el combate entablado, Stroyan fue muerto y Speke capturado y herido en once partes antes de conseguir escapar. Burton resultó ensartado con un venablo cuya punta le entró por una mejilla y le asomó por la otra, herida que le dejó una importante cicatriz visible fácilmente en retratos y fotografías. Logró sin embargo escapar, con el arma traspasándole la cabeza. Pero las autoridades juzgaron con severidad el incidente, considerándolo un fracaso, y se ordenó una investigación, que durante dos años trató de hallar un responsable del desastre, algo a lo que se consideraba que el temperamento y conducta de Burton podrían haberle inducido. Y aunque fue ampliamente exonerado de toda culpa, el hecho no ayudó de ninguna manera a impulsar su carrera. Burton describe este estremecedor ataque en su obra First Footsteps in East Africa [Mis primeros pasos en África Oriental], de 1856.
En 1855 se reincorporó al ejército, desplazándose a Crimea en la esperanza de participar en el servicio activo en la Guerra de Crimea; le asignaron funciones de espía. Sirvió en la plana mayor de Beatson's Horse, un cuerpo de guerreros locales bashi-bazouks bajo el mando del general Beatson, en los Dardanelos. El cuerpo fue desbandado a continuación de un «motín» después de que rehusaran cumplir órdenes y el nombre de Burton fue mencionado (en detrimento suyo) durante la investigación subsiguiente.

## Exploración de los lagos de África Central (1856–1860)
En 1856, la Real Sociedad Geográfica financió otra expedición en la que Burton salió desde Zanzíbar para explorar un «mar interior» del que se conocía su existencia. Su misión era estudiar las tribus locales y averiguar qué exportaciones se podían realizar desde esa región. Se esperaba que la expedición pudiera llevar al descubrimiento de las fuentes del Nilo, aunque ese no era el objetivo explícito. Se le había dicho a Burton que solo un tonto diría que la expedición buscaba encontrar las fuentes del Nilo porque, si finalizara la expedición sin encontrarlas, se consideraría un fracaso pese a que se hiciera cualquier otro descubrimiento.
Antes de salir para África, Burton propuso matrimonio a Isabel Arundell, y ambos quedaron comprometidos en secreto. La familia de ella nunca hubiera aceptado el matrimonio puesto que Burton no era católico ni rico. Speke le acompañó de nuevo, y el 27 de junio de 1857 salieron de la costa oriental de África en dirección oeste, en busca del lago o los lagos. Fueron grandemente ayudados por el experimentado guía local Sidi Mubarak (también conocido como «Bombay»), que estaba familiarizado con algunas de las costumbres y lenguas de la región. Desde el comienzo, el viaje hacia el interior estuvo plagado de problemas tales como el reclutamiento de porteadores de confianza y el robo frecuente de materiales y suministros por parte de los desertores de la expedición. Es más, ambos exploradores fueron víctimas de enfermedades tropicales durante el viaje. Speke quedó ciego parte del viaje y sordo de un oído a causa de una infección motivada por los intentos de retirarle un escarabajo que se le había introducido en el oído. Y Burton se quedó tan débil que fue incapaz de andar durante gran parte del camino y tuvo que ser llevado por porteadores.
La expedición alcanzó el lago Tanganika en febrero de 1858. Burton quedó asombrado por la vista del inmenso lago, pero Speke, que seguía temporalmente ciego, fue incapaz de apreciar la magnitud del lago. Llegados a este punto, buena parte de su equipo de topografía se había perdido, estropeado o había sido robado, y fueron incapaces de completar la topometría del área tan bien como hubieran deseado. Burton cayó enfermo de nuevo en el viaje de vuelta y Speke continuó explorando sin él, haciendo un viaje al norte y localizando por fin el gran lago Victoria. La falta de suministros e instrumentos adecuados le impidió topografiar la zona, pero quedó convencido, en su fuero interno, de que el lago era la tan largamente buscada fuente del Nilo. La descripción de este viaje por parte de Burton se da en Las regiones de los lagos del África Ecuatorial  [Lake Regions of Equatorial Africa], de 1860. Speke expuso su propia versión del viaje en The Journal of the Discovery of the Source of the Nile (1863).
Tanto Burton como Speke quedaron en un estado de salud penoso tras su dificultosa expedición y regresaron a casa por separado. Como era habitual en él, Burton realizó detalladas anotaciones, no solo de la geografía, sino también de las lenguas, costumbres y hábitos sexuales de las gentes que encontró. Aunque fue la última de las grandes expediciones de Burton, sus notas geográficas y culturales fueron de gran utilidad para las subsiguientes expediciones de Speke y James Augustus Grant, Samuel Baker, David Livingstone y Henry Morton Stanley. La expedición de Speke y Grant (1863) partió también de la costa oriental, cerca de Zanzíbar, y fue rodeando la orilla occidental del lago Victoria hasta el lago Alberto, retornando al fin triunfalmente por el Nilo. Sin embargo, de manera crucial, perdieron la pista del curso del río entre el lago Victoria y el lago Alberto. Esto dejó a Burton y a otros en la duda de que las fuentes del Nilo hubieran sido identificadas de forma concluyente.

### Burton y Speke

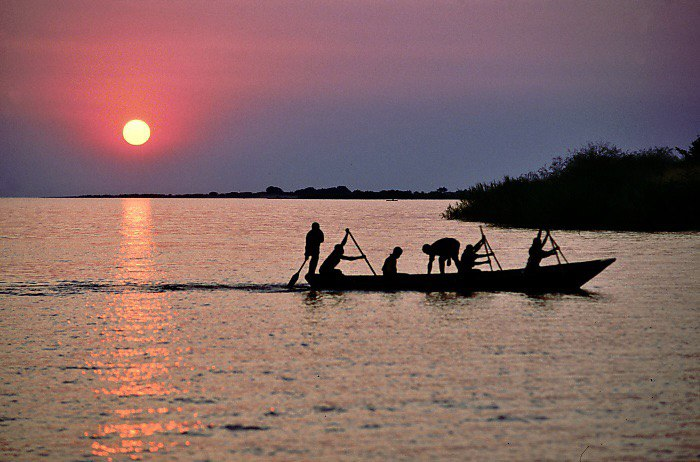
Burton fue el primer europeo que vio el lago Tanganica

El descubrimiento por Burton y Speke de los lagos Tanganica y Victoria fue indiscutiblemente su más célebre exploración, pero lo que siguió fue una amarga y prolongada disputa pública entre ambos hombres que dañó gravemente la reputación de Burton. A juzgar por algunas cartas que se han conservado, parece ser que a Speke no le gustaba Burton y desconfiaba de él incluso antes de comenzar su segunda expedición juntos.
Hay varias razones por las que se distanciaron. En la aventura somalí, Speke tenía la desventaja de ser un novato entre viejos amigos, además de ser el sustituto del teniente Stocks que, según Burton, era «el favorito de todo el mundo». Speke no hablaba árabe y, a pesar de haber pasado diez años en la India, era muy escaso el conocimiento que tenía de las lenguas indostánicas. Parece obvio que ambos eran de muy diferente personalidad, siendo Speke más acorde a la prevalente moral victoriana de la época. Esto fue sin duda motivo de rivalidad profesional. Algunos biógrafos han sugerido que ciertos amigos de Speke (especialmente Laurence Oliphant) sembraron cizaña entre ellos. También parece que Speke estaba dolido con el papel de líder de la expedición que se había otorgado a Burton, reclamaba que ese liderazgo era solo nominal y afirmaba que Burton fue prácticamente un inválido durante toda la segunda parte de la expedición. Hubo además problemas sobre las deudas contraídas por la expedición que quedaron impagadas al abandonar África: Speke proclamó que Burton era el único responsable de esas deudas. Por último, estaba el asunto del descubrimiento de las fuentes del Nilo, tal vez el mayor premio que podía arrogarse cualquier explorador de su época. Hoy se sabe que el lago Victoria es una fuente del Nilo, pero en esa época era aún un tema controvertido. La expedición de Speke allí se llevó a cabo sin Burton (que estaba incapacitado por varias enfermedades en ese momento) y su topografía de la zona fue, por necesidad, rudimentaria, de forma que dejó el asunto sin resolver. Burton, y de hecho muchos exploradores eminentes como Livingstone, mantuvieron su escepticismo sobre que el lago fuera la verdadera fuente del Nilo.
Después de la expedición, ambos viajaron a Inglaterra por separado. Speke llegó primero a Londres y, a pesar de un acuerdo previo entre ellos según el cual ambos darían juntos su primer discurso público, Speke ofreció una conferencia en la Real Sociedad Geográfica en la que proclamó que su descubrimiento, el lago Victoria, era la fuente del Nilo. Cuando Burton llegó a Londres se encontró a Speke celebrado como un héroe y sintió que su papel quedaba reducido al del compañero enfermo. Más aún, Speke estaba organizando otras expediciones a la región en las que, desde luego, no planeaba llevar a Burton.
En los meses que siguieron, Speke intentó constantemente dañar la reputación de Burton, llegando al extremo de proclamar que este había tratado de envenenarlo durante la expedición. Entretanto, Burton argumentaba contra la declaración de Speke acerca de haber descubierto las fuentes del Nilo diciendo que sus evidencias no eran concluyentes y las mediciones de Speke eran imprecisas. Es notable reseñar que en la expedición de Speke con Grant, aquel hizo firmar a este una declaración diciendo entre otras cosas: «Renuncio a todos mis derechos a publicar... mi propia narración [de la expedición] hasta que sea aprobada por el capitán Speke o por la Real Sociedad Geográfica».
Speke y Grant llevaron a cabo una segunda expedición para probar que el lago Victoria era la verdadera fuente del Nilo, pero de nuevo los problemas con el topografiado y las mediciones llevaron a que nadie estuviera convencido de que el asunto estuviese definitivamente resuelto. El 16 de septiembre de 1864, Burton y Speke iban a debatir el asunto de las fuentes del Nilo ante la Asociación Británica para el Avance de la Ciencia, en la reunión anual de la asociación en Bath. Sin embargo, el día anterior, Speke falleció debido a un disparo de escopeta autoinfligido mientras cazaba en las posesiones de un pariente que habitaba en las cercanías. No hubo testigos directos del disparo y se ha especulado ampliamente sobre que hubiera podido suicidarse. Sin embargo, el forense declaró que se trataba de un accidente de caza. Burton estaba en el salón de debates para dar su disertación cuando llegaron las noticias de la muerte de Speke y, considerablemente consternado, decidió no pronunciar su discurso.

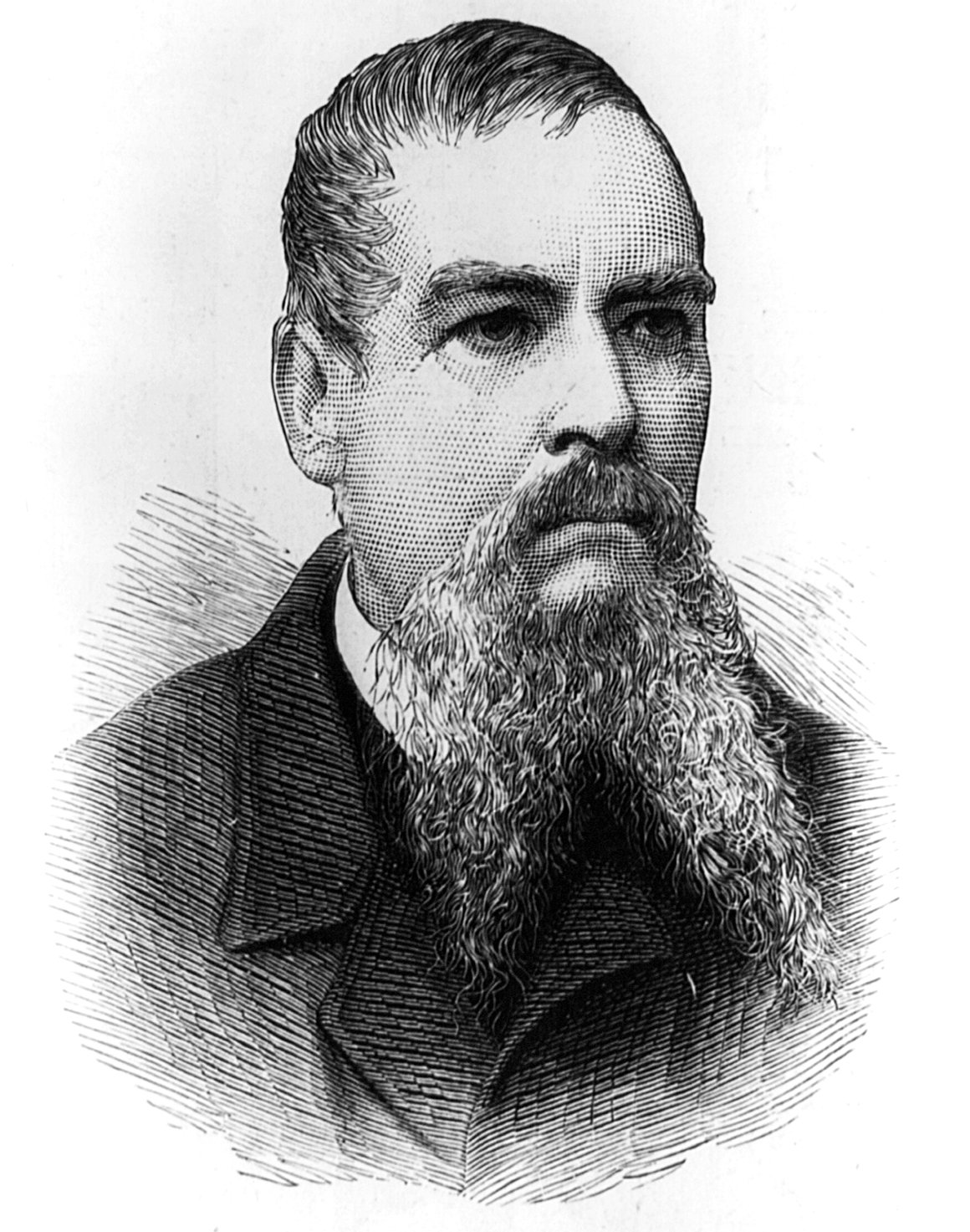
Burton en su edad madura

## Servicio diplomático y estudios académicos (1861-1890)
Richard Burton hacía amistades en múltiples ambientes; entre ellas, quizá la más respetable fue la del apóstol de Cambridge Monckton Milnes, propietario de una de las mayores bibliotecas privadas de Inglaterra en cuatro idiomas, pero también de la mayor colección de literatura erótica del país, que sirvió a Burton para documentar su erudición de erotómano; aquel reunía un salón de intelectuales que Burton solía frecuentar. También conocía al pervertido pornógrafo Frederick Hankey, que encuadernaba algunos de sus libros en piel humana, y era amigo del poeta masoquista del decadentismo Swinburne, quien también frecuentaba el salón de Milnes. Todas estas malas compañías no arredraron a Isabel Arundell, y en enero de 1861 se casó en secreto (previniendo la oposición de su familia) con Richard Francis en una ceremonia en la que él no quiso asumir la fe católica de su esposa, al menos en ese momento; a lo largo de su vida coquetearía con otras creencias como el ocultismo y el sufismo, sin decantarse claramente por ninguna.
En 1862 Burton entró a servir en la carrera diplomática como cónsul británico en la colonia española de la isla de Fernando Poo (actual Bioko, en Guinea Ecuatorial), donde el clima y las enfermedades tropicales habían diezmado peligrosamente a la población europea; no era, ciertamente, un buen destino, y por eso Isabel no lo acompañó durante la mayor parte del tiempo, que, además, aprovechó Burton para explorar el África negra. Estuvo, por ejemplo, en el reino de Benín, del cual relató sus fetiches y sacrificios humanos.  Visitó sin embargo, de vacaciones, la isla de Madeira con Isabel; en esta época realizó un viaje por el río Congo hasta las cataratas de Yellala y más allá, y lo describió en su libro Dos viajes a la tierra de gorilas... (1876). En septiembre de 1864 fue nombrado cónsul de Su Majestad en Santos, entonces un humilde puerto brasileño a doscientas treinta millas al sur de Río de Janeiro y la pareja se reunió allí en 1865; viajó a través de las montañas del Brasil y en canoa por el río San Francisco, desde su nacimiento hasta la catarata de Paulo Afonso. En 1868 renunció, entre otras cosas por haber sido pasto él y su esposa de todo tipo de enfermedades tropicales; tuvo tiempo sin embargo de visitar la zona de guerra del Paraguay dos veces: en 1868 y en 1869, algo que describió en sus Cartas de los campos de batalla del Paraguay (1870), quedando impresionado por el salvajismo de la contienda.
En 1869, cuando estaba en Lima, fue nombrado cónsul en Damasco con mil libras de paga, un puesto ideal para él, que era un orientalista experto; antes, sin embargo, de marchar hacia allá se paseó por Córdoba, Mendoza y Buenos Aires, y aún se dice que se acercó a Chile, aunque no hay pruebas seguras; fue recibido por Bartolomé Mitre y por el presidente Domingo Faustino Sarmiento. Tras pasar por Londres, fue unas semanas a Vichy a tomar las aguas con su amigo y corresponsal el gran poeta del decadentismo Algernon Charles Swinburne, sumido entonces en las ciénagas del alcoholismo, e intentó sin éxito rehabilitarlo poniéndose él mismo de ejemplo, ya que en esa época y con un gran esfuerzo de voluntad logró abandonar la bebida. Allí se encontró también al pintor Frederic Leighton y a la cantante de ópera Adelaide Kemble Sartoris, y juntos celebraron inolvidables veladas; pero su mujer Isabel fue a sacarlo de allí, marchándose ambos esposos a los Alpes franceses y a Turín, y luego hacia Damasco.
Allí pasó dos años terribles, sobre todo para Isabel, que encontró aquel lugar mucho más inhóspito que Brasil; hicieron amistad con Jane Digby y con Abd al-Qádir, un líder político argelino exiliado. Intentó mantener la paz entre las tres religiones; sin embargo, se enemistó a gran parte de la población judía por su oposición a la costumbre del consulado británico de tomar medidas contra los que no cumplían con los préstamos. Burton no vio razón para continuar con esta política, lo que causó una gran hostilidad; fue destituido como cónsul y lo sustituyó Thomas Jago, retornando descorazonado a Londres sin ni siquiera intentar defenderse, hasta que su mujer Isabel emprendió la causa de su rehabilitación visitando a sus enemigos y a las esposas de sus enemigos; y le fue bastante fácil: numerosas personas eran propicias a testificar y escribir cartas en elogio suyo y de su honradez y rectitud. Es más, muchos comerciantes musulmanes (no así los judíos) lo creían responsable de la caída del odiado Rashid Pachá y pidieron su regreso. Incluso los misioneros protestantes y la misma prensa cambió de opinión; lord Granville le ofreció el consulado de Pará, al norte de Brasil, que rechazó al ser un puesto de inferior categoría, y cuando le dieron a otra persona el puesto de Teherán, se lo tomó como una ofensa.
La experiencia de Damasco transformó a Burton en un antisemita y escribió sobre esta materia The Jew,que no consiguió publicar, hasta que lo hizo el biógrafo de Isabel W. H. Wilkins en pleno asunto Dreyfus en 1869. En 1872 un empresario le financió un viaje a Islandia para que fuese a inspeccionar la posibilidad de abrir minas de azufre allí, ofreciéndole además una gran suma si encontraba yacimientos explotables, y sobre este viaje escribió otro libro, Ultima Thule, aunque no hubo suerte y este viaje terminó resultándole especialmente desagradable a alguien habituado a la luz de los trópicos. Ese mismo año fue reasignado a la ciudad portuaria adriática de Trieste, en el Imperio austrohúngaro, aunque con menor salario: seiscientas libras; él había pretendido un consulado en Marruecos, pero tuvo que conformarse, ya que el puesto era mucho más tranquilo y podía consagrarse a la escritura y los viajes. Durante uno de estos viajes a Londres se operó de un pequeño tumor que un golpe le había producido en la espalda.
Su matrimonio con Isabel parecía entonces una mera convivencia entre dos hermanos que apenas se cruzaban por casualidad, como llegó a ocurrir una vez en Venecia en que ambos se toparon de bruces sin haber conocido por qué lugar de Europa andaban, pero era él quien más la rehuía: «Soy un mellizo incompleto y ella es el fragmento que me falta», dijo en una ocasión; la evitó cinco meses en 1875; siete entre 1877 y 1878 y seis en 1880, pero a medida que envejecía su dependencia hacia ella se hacía más profunda y patente. En Trieste vivían, cuando convivían, en el último piso de un hotel, en un espacioso apartamento de diez habitaciones que fueron ampliando gradualmente hasta las veintisiete, la mayor parte para llenarlas de libros (ya en 1877 poseía ocho mil) y con la colección de objetos religiosos de Isabel y los tapices, esmaltes, alfombras, bandejas y divanes orientales de Richard Francis, quien ocupaba además las mesas para los materiales de sus obras. Posteriormente, como recibieron varias herencias, tuvieron dinero suficiente para comprarse un palazzo. Además, mantenían una tertulia con quince amigos en el ayuntamiento, y su esposa otra con sus amigas los viernes.
Burton entabló amistad con los profesores Luigi Calori, Ariodante Fabretti y Giovanni Capellini, rector de la Universidad de Bolonia, y realizó excavaciones arqueológicas en la península de Istria, describiendo en un artículo sus hallazgos. También se interesó por el misterio del etrusco en su libro Etruscan Bologna, sin sacar nada en limpio; este trabajo fue recibido con malas críticas, aunque lo buscaron con este motivo en Trieste Archibald H. Sayce, Arthur Evans y Heinrich Schliemann. Por el contrario, el libro de su esposa The inner Life of Syria, Palestine, and the Holy Land, publicado el mismo año que Etruscan Bologna (1876), alcanzó un éxito sonado y Burton incluso se sintió celoso. Entre 1872 y 1889 publicó ocho obras nuevas en trece volúmenes, un total de cinco mil páginas, e inició en 1875 la redacción de su Autobiografía, que sería plagiada y alterada cuando se publicó bajo el nombre de su presunto biógrafo Francis Hithcle, por lo que la dejó interrumpida. Sus trabajos más importantes en estos años fueron, por un lado, el comienzo de su monumental traducción del árabe de Las mil y una noches (16 vols. publicados entre 1885 y 1888), con sus caudalosas notas y ensayos anexos, y por otro una obra de erudición que pasó casi desapercibida, Unexplored Syria.
La primera obra estaba compuesta a propósito contra la pacata pudicia del anterior traductor Edward William Lane, recientemente fallecido en 1876, que había estragado el texto, y llevaba anexo un ensayo que Burton tituló llanamente Pederasty y que en sus ediciones separadas inglesas y americanas suele aparecer bajo el título de The sotadic zone, un trabajo pionero en los estudios sobre homosexualidad y prácticas sexuales «desviadas», que tanta importancia adquirirían ulteriormente con el psicoanálisis y la sexología moderna, adelantándose en casi trece años al estudio sobre la homosexualidad de Havelock Ellis con que este famoso sexólogo inglés decidió comenzar los estudios de psicología sexual, y en casi quince a la aparición del Anuario de Magnus Hirschfeld, en que éste empezó a publicar sus estudios sobre los zwischenstufen o «tipos sexuales intermedios». Esto le ganó a Burton una amplia fama de homosexual en la estrecha y victoriana sociedad de su época, fama que ya venía gestando precisamente desde la época en que él mismo confesó haber trabado por primera vez contacto con la «execrabilis familia pathicorum» (la «familia homosexual»), es decir, durante la campaña de Napier en Sind, en los años 1844-45. La segunda obra es importante porque transcribía varios textos epigráficos de cuatro lápidas de basalto que había descubierto el orientalista suizo Johann Ludwig Burckhardt en 1812 en la ciudad de Hama; su teoría de que eran en lengua hitita resultó correcta, y pese a las tremendas críticas que tuvo que sufrir por ello, se salió a la postre con la suya. Hablaba también de una «lápida moabita» que terminó en el Louvre y que fue el primer descubrimiento arqueológico que documentaba un acontecimiento narrado en la Biblia, el triunfo de Mesha, rey de Moab, sobre Omri, rey de Israel.
Con su último hálito de vida, en 1888 decidió traducir sin censura el Decamerón de Giovanni Boccaccio pero, como se le adelantó John Payne, optó por otra más escabrosa e indecente de uno de los novellieri discípulos del mismo, Il Pentamerone (o Lo cunto de li cunti) de Giovanni Batista Basile, impreso por vez primera en Nápoles en 1637. La traducción de los pasajes más fuertes demuestra que no había olvidado el argot de la calle que había aprendido en Nápoles de joven; así, al describir una pelea entre una anciana y un muchacho que había roto su cántaro de una pedrada, nos ofrece el siguiente diálogo:

«Ah, manso, sesos de mosquito, meacamas, bailacabras, perseguidor de enaguas, soga de ahorcado, mula mestiza, zanquilargo: a partir de ahora, que se adueñe de ti la parálisis y tu madre se entere de malas noticias... ¡Bellaco chulo, hijo de ramera!» El muchacho, que tenía poca barba y todavía menos discreción, al oír esta marea de insultos, le pagó con la misma moneda diciendo: «¿Es que no sabes contener tu lengua, abuela del diablo, vómito de toro, asfixianiños, fregona, vieja tirapedos?»

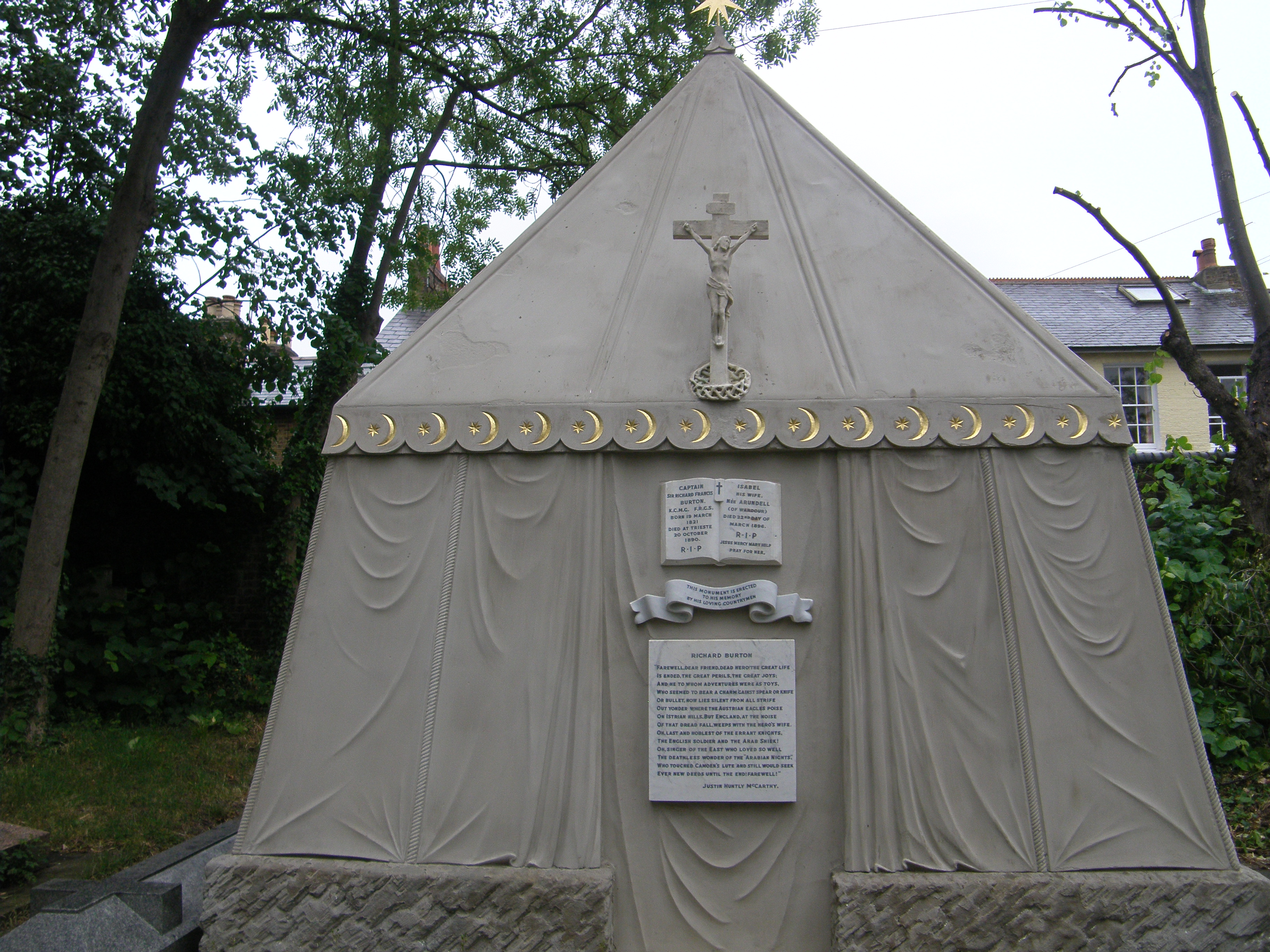
La tumba de Richard Francis Burton

Burton padecía insomnio y desayunaba a las cinco de la mañana; paseaba por las montañas ayudándose de un bastón de hierro tan pesado como un rifle, practicaba una hora de esgrima todos los días (llegó a ser considerado el tercer espadachín del Imperio británico) y en verano hacía natación. Los Burton hacían ocasionales escapadas a Venecia, Roma, Londres y sus balnearios alemanes favoritos. Pero en sus últimos años esta rozagante salud se desmoronó rápidamente y el famoso explorador falleció en 1890 corroído por la gota, las enfermedades circulatorias, las anginas de pecho y las secuelas de enfermedades tropicales mal curadas; sus restos fueron repatriados a Londres y, como el gobierno no autorizó que su cuerpo reposara en el panteón de hombres ilustres de Westminster, acabó descansando en Mortlake (Surrey), en una famosa tumba con forma de tienda beduina de campaña diseñada por su esposa Isabel, quien aprovechó el óbito para quemar bastantes de los escritos de su marido (incluida la mayoría de sus diarios), que consideró ofensivos a su memoria y a las buenas maneras. Ella escribió una de sus biografías y yace allí también junto a él.
Al Real Instituto Antropológico de Londres fue a parar la gigantesca y selecta biblioteca privada de Burton y buena parte de sus manuscritos. Gran parte de su epistolario con el erotómano Monckton Milnes se conserva en el Trinity College de Oxford, y la mayor parte de la correspondencia entre él y su esposa y otros manuscritos se encuentran en la Biblioteca Huntington de San Marino (California); otros documentos y manuscritos se hallan en colecciones privadas.
Richard Burton publicó cuarenta y tres volúmenes sobre sus expediciones y viajes; escribió dos libros de poesía, más de cien artículos y una autobiografía. Además, tradujo en dieciséis tomos rigurosamente anotados Las mil y una noches, seis obras de literatura portuguesa (incluido el clásico poema épico Os Lusiadas, de Camoens), dos de poesía latina (las Elegías de Catulo, los Priapeos) y cuatro de folklore napolitano, africano e hindú; todos conservan abundantes anotaciones que atestiguan su erudición. 
Tal vez el mejor retrato de la personalidad de Richard Francis Burton se hiciera en el artículo necrológico de James Sutherland Cotton para la revista Academy:

Le gustaba considerarse antropólogo y, al utilizar este término, lo que quería indicar era que consideraba como su terreno todo lo concerniente a hombres y mujeres. Se negaba a admitir como vulgar o sucia cualquier cosa que hiciesen los humanos, y se atrevía a escribir (para que circulasen de manera privada) los resultados de su extraordinaria experiencia... Todo lo que decía y escribía llevaba el sello de su virilidad... No escondía nada; no alardeaba de nada... Sus íntimos sabían que Burton era más grande que lo que dijera o escribiera.
James Sutherland Cotton

Su biblioteca particular, considerada en su día una de las más completas de Europa, ascendía a unos ocho mil volúmenes.

## «Dick el Rufián». Escándalos públicos
Richard Burton fue siempre un personaje controvertido y había algunos en la sociedad victoriana que abandonarían una sala antes que ser vistos en su compañía, pero por eso mismo atraía enormemente la curiosidad. En su carrera militar fue llamado a veces «Dick el Rufián» y su falta de respeto hacia la autoridad y las convenciones le crearon muchos enemigos y una reputación de sinvergüenza en algunos entornos. Había una serie de rumores sobre él que significaban que no sería precisamente bienvenido en una casa victoriana.
Para empezar, en una sociedad en la que la represión sexual era la norma, los escritos de Burton eran inusualmente abiertos y francos acerca de su interés en el sexo y la sexualidad. Sus relatos de viaje están a menudo llenos de detalles acerca de la vida sexual de los habitantes de los lugares que atravesaba y muchos de esos detalles tuvieron que ser —como poco— chocantes para el victoriano medio. El interés de Burton por la sexualidad le llevó a realizar mediciones de la longitud de los penes de los habitantes de varias regiones que incluyó en sus libros de viajes. También describió las técnicas sexuales comunes de los lugares que visitó (ofreciendo indicios de que había participado) y por tanto rompiendo los tabúes raciales y sexuales de su tiempo. Naturalmente, mucha gente consideró la Sociedad Kama Sutra y los libros que publicaba como escandalosos.

## Obras selectas
- Goa and the Blue Mountains (1851)
- Scinde or the Unhappy Valley (1851)
- Sindh and the Races That Inhabit the Valley of the Indus (1851)
- Falconry in the Valley of the Indus (1852)
- Personal Narrative of a Pilgrimage to Al-Madinah and Meccah (1855) (Mi peregrinación a Medina y La Meca [tres vols.]. Traducción de Alberto Cardín. Barcelona, Ed. Laertes)
- First Footsteps in East Africa (1856) (Primeros pasos en el este de África. Expedición a la ciudad prohibida de Harar. Barcelona, Ed. Laertes, 2009)
- Falconry in the Valley of the Indus (1857)
- The Lake Regions of Central Equatorial Africa (1859)
- The Lake Regions of Central Africa (1860)
- The City of the Saints, Among the Mormons and Across the Rocky Mountains to California (1861) (Viaje a la ciudad de los santos (el país de los mormones). Barcelona, Ed. Laertes, 1986)
- Wanderings in West Africa (1863) (Vagabundeos por el Oeste de África [tres vols.]. Editorial Laertes. Barcelona, 1999, 1999, 2000)
- Abeokuta and the Cameroon Mountains (1863)
- A Mission to Gelele, King of Dahomé (1864)
- Wit and Wisdom From West Africa; or, A Book of Proverbial Philosophy, Idioms, Enigmas, and Laconisms. Compiled by Richard F. Burton... (1865)
- The Guide-book. A Pictorial Pilgrimage to Mecca and Medina. Including some of the More Remarkable Incidents in the Life of Mohammed, the Arab Lawgiver... (1865)
- The Highlands of Brazil (1869)
- Vikram and the Vampire, or Tales of Hindu Devilry. Adapted by Richard F. Burton... (1870)
- Letters From the Battlefields of Paraguay (1870)
- Unexplored Syria, Visits to the Libanus, The Tulúl el Safá, The Anti-Libanus, The Northern Libanus, and te 'Aláh (1871)
- Zanzibar; City, Island and Coast (1872), 2 vols.
- The Captivity of Hans Stade of Hesse, in A. D. 1547-1555, among the Wild Tribes of Eatern Brazil. Translated by Albert Tootal... and Annotated by Richard F. Burton (1874)
- Ultima Thule; or A Summer in Iceland (1875)
- Two Trips to Gorilla Land and the Cataracts of the Congo (1876)
- Etruscan Bologna; A Study (1876)
- Sind Revisited: With Notices of the Anglo-Indian Army; Railroads; Past, Present, and Future, etc. (1877)
- The gold Mines of Midian and The Ruined Midianite Cities. A Forthight's Tour in Northwestern Arabia (1878)
- The Land of Midian (1879)
- The Kasidah of Haji Abdu El-Yezdi (1880)
- Os Lusiadas (The Lusiads): Englished by Richard Francis Burton: (Edited by His Wife, Isabel Burton) (1880), 2 vols.
- Camoens: His Life and His Lusiads. A Commentary... (1881), 2 vols.
- To the Gold Coast for Gold (1883)
- The Kama Sutra of Vatsyayana (con F. F. Arbuthnot, 1883)
- The Book of the Sword (1884)
- The Book of the Thousand Nights and a Night (diez volúmenes, 1885)
- The Perfumed Garden of the Shaykh Nefzawi'' (1886)
- Iracéma. The Honey-lips... por José de Alencar. Traducido por Isabel Burton (1886)
- A Chronicle of the Seventeenth Century, por João Manuel Pereira da Silva, traducido por Richard Francis e Isabel Burton (1886)
- The Supplemental Nights to the Thousand Nights and a Night (seis volúmenes, 1886-1888)
- The Beharistan (Abode of Spring) By Jami. A literal translation from the Persian (1887)
- The Gulistan Rose or Rose Garden of Sa'di. Faithfully translated into English (1888)
- Marocco and the Moors: Being an Account of Travels, with a General Description of the Country and its People, por Arthur Leared. Segunda edición revisada y editada por Richard Francis Burton (1891)
- The Carmina of Gaius Valerius Catullus, Now first Completely Englished into Verse and Prose, the Metrical Part by Captain Richard F. Burton... and the Prose Portion, Introduction, and Notes Explanatory and Illustrative by Leonard C. Smithers (1894)
- The Jew, the Gypsy and El Islam (1898)
- Wanderings in Three Continents (1901)
- The Sentiment of the Sword: A Country-House Dialogue (1911)
- Trad. de los Priapeia or the Sportive Epigrams of divers Poets on Priapus: the Latin Text now for the first time Englished in Verse and Prose... (1890). Burton es responsable de las traducciones en verso; el resto parece obra de su colaborador Leonard Smithers.